# Anastas Jovanovič
Anastas Jovanović (1817 Vraca – 1. listopadu 1899 Bělehrad) byl „první srbský fotograf“, který vytvořil panteon srbské fotografie.

## Životopis
Anastas Jovanovič se narodil ve městě Vraca v roce 1817. Jeho otec Ivan byl obchodník a vyvážel šajaky a abi do Srbska a odtud dovážel další výrobky - vlasy, železářství, prádlo. Ve městě Vraca Anastas studoval psaní a čtení u Konstantina Ogňanoviče, který pocházel z Pančeva, kde byla bulharská kolonie. Mluvil velmi dobře bulharsky a jako učitel přišel v roce 1822 na doporučení vůdce Vraca Dimitrakiho Chadžitoševa.
Když bylo Anastasovi 9 let, jeho otec ho vzal, aby pokračoval ve studiu v Bělehradě (1826), kde byl jeho strýc krejčím a pracoval v knížecím šicím studiu. V roce 1830, po smrti Anastasova otce, přišli do Bělehradu jeho příbuzní: matka Maria (byla z bohaté rodiny), bratr Michail a sestra Kateřina. Po roce ale rodinu potkalo nové neštěstí – zemřel i strýc, který jim byl oporou.
V roce 1832 se v Bělehradě otevřela srbská tiskárna, kde začal Anastas pracovat jako teenager. Němečtí specialisté byli ohromeni jeho zvědavostí a byl přijat spolu s dalšími soudruhy, aby zvládli tiskařské řemeslo. V profesi projevoval obratnost a rychle postupoval, Němci mu věřili a často ho zvali na návštěvu a zvyšovali mu plat. To mu umožnilo pořídit si vlastní bydlení, které bylo zařízeno podle evropských standardů – židlemi, stoly a postelemi.
Rád kreslil a vyrýval písmena do kovu. O jeho úspěchu hovoří následující skutečnost - byl pověřen napsáním věnování na meči, který v roce 1836 princ Miloš daroval baronu Herderovi.
O dva roky později další důležitá událost radikálně změnila život Anastase Jovanoviče. Měl vyjít první srbský slabikář, ale tiskárna neměla písmena v azbuce. Objednávka v zahraničí by ztížila realizaci. Anastas měl na starosti výrobu matric. Začal písmenem G, nejtěžším. Když to viděli mistři knihkupectví, zalapali po dechu: „Velmi dobře, velmi dobře...“ Po několika týdnech byl úkol splněn a později se v „bílém světě“ objevil slabikář v nákladu 40 000 výtisků.
Princ Miloš Obrenovič ocenil Anastasův talent a doporučil, aby byl poslán jako stipendista studovat do Rakouska. Studoval na Střední umělecké škole ve Vídni. Studoval litografii, rytinu do mědi a oceli, jako jeden z prvních se seznámil s fotografickou daguerrotypií a talbotypií. Své první významné dílo věnoval Dositeji Obradovićovi.
Anastas Jovanovič se rozhodl zvládnout „nové médium“ a o dva roky později s vlastním daguerrotypickou kamerou pořídil první fotografie ve Vídni. Navíc mu optik Prokeš ve městě uspořádal výstavu fotografií. V roce 1846 se stal členem fotografické společnosti.
Oženil se s Rakušanou a v roce 1839 se jim narodil nejstarší syn Konstantin Jovanovič, který se později stal slavným vídeňským architektem a svou tvůrčí dráhu natrvalo spojil s Bulharskem. Po osvobození byla podle jeho projektů postavena budova Národního shromáždění, budova Literární společnosti (BAS), První sofijská mužská střední škola a střední škola ve městě Lom. Když mu bylo třeba zaplatit honorář za projekt Národního shromáždění, předstoupil před Dragana Tsankova, který ho pozdravil slovy: „Abe, chlapče, jak ti mohu dovolit, abys dostal 6000 zlatých leva? Pokud to Bulhaři zjistí, přijdou a vyženou mě z kanceláře holí. Vezměte si 3000 a buďte šťastní... “
Ve Vídni na Anastase Jovanoviče nezapomínal jeho mecenáš Miloš Obrenovič, který ho často navštěvoval a povzbuzoval ho, aby znovu vytvořil srbskou historii v litografiích. Anastas byl dokonce považován za jeho osobního tajemníka. S ním v roce 1852 přišel i Nikolaj Pavlovič ze Sviščova. Měl chuť vstoupit na uměleckou akademii, kde se chtěl věnovat malbě. Najednou ho uchvátila fotografická kamera. Spolupráce spojila oba umělce. Později mu Jovanovič pomáhal při tisku litografií scén z Veltmanova románu "Raina - bulharská princezna".
V roce 1858 v Bělehradě opět proběhl převrat a k moci se opět dostala rodina Obrenovičů. Nový princ Michail jmenoval Anastase Jovanoviče do vysokého postu Hofmeistera - "guvernéra knížecího dvora" - po mnoha letech ve Vídni byl opět v Bělehradě. Nové povinnosti mu bránili v usilovné práci na litografiích a výtvarném umění, ale ve volném čase se věnoval fotografii.
Anastas Jovanovič otevřel fotografický ateliér na knížecím dvoře a dvorním fotografem byl jmenován Bulhar ze Samokova - Anastas Karastojanov, který se z pochopitelných důvodů vzdal své rodinné "kary" a fotografie podepisoval pouze Stojanovič. V Srbsku poprvé zavedl takzvanou reportážní fotografii a vytvořil krajiny Bělehradu a jeho okolí.
Po zavraždění Michaela v roce 1868 nový milánský princ pozval Anastase Jovanoviče, aby zůstal v úřadu guvernéra knížecího dvora, ale Jovanovič odmítl. Byl vděčný za poctu, ale cítil únavu a potřebu si po třech desetiletích tvrdé práce dopřát zasloužený odpočinek. Anastas Jovanovič se po celý život vždy cítil Bulharem (nezapomínal na své kořeny) a zároveň Srbem. Nějakou dobu se dokonce pod své litografie podepisoval „Tanaša Jovanovič, bulharský litograf“. Známá jsou jeho slova, že ho porodila jeho matka, ale protože neměla peníze, vzala si ho a krmila ho jiná žena a ta je jeho matkou.
Slavný etnograf Dimitar Marinov ve svých pamětech o studiích v Bělehradě v letech 1871-1874 poznamenal, že Anastas Jovanovič byl čestným členem Bulharské společnosti ve městě, která zahrnovalo mnoho Bulharů z Makedonie. Svým členům poskytoval nejen morální, ale i materiální pomoc. V letech před jeho smrtí (1. listopadu 1899) žil Anastas Jovanovič ve svém starém domě v Bělehradě a ve Vídni. Nepřestával tvořit a sledoval novinky ve fotografii a výtvarném umění. Zanechal po sobě svůj deník a poznámky ze svého života do roku 1842, které byly znovu objeveny a zveřejněny. Mezi jeho posledními slovy bylo: „Škoda, škoda! Všechno mě zajímalo, ale teď je po všem.“
Mnoho děl Anastase Jovanoviče je v majetku různých srbských i zahraničních galerií a muzeí a některá jsou uložena v Bělehradské národní knihovně. Jeho životopisci poznamenávají, že vytvořil více než 200 litografií, kreseb a více než 800 fotografií. Dávají mu, zejména ve fotografii, významné místo ve světové fotografii. A na Balkáně - první mezi prvními! Mezi jeho slavnější díla patří litografie Dositeje Obradoviče, princezny Julie, vévody Stefana Šuplikace, prince Michaila Obrenoviče, krále Marka, krále Stefana Nemana I., prince Miloše Obrenoviče, Chaiduta Velko, Stefana Urose, Mikuláše I., Alexandra II. a mnoha dalších.

## Galerie

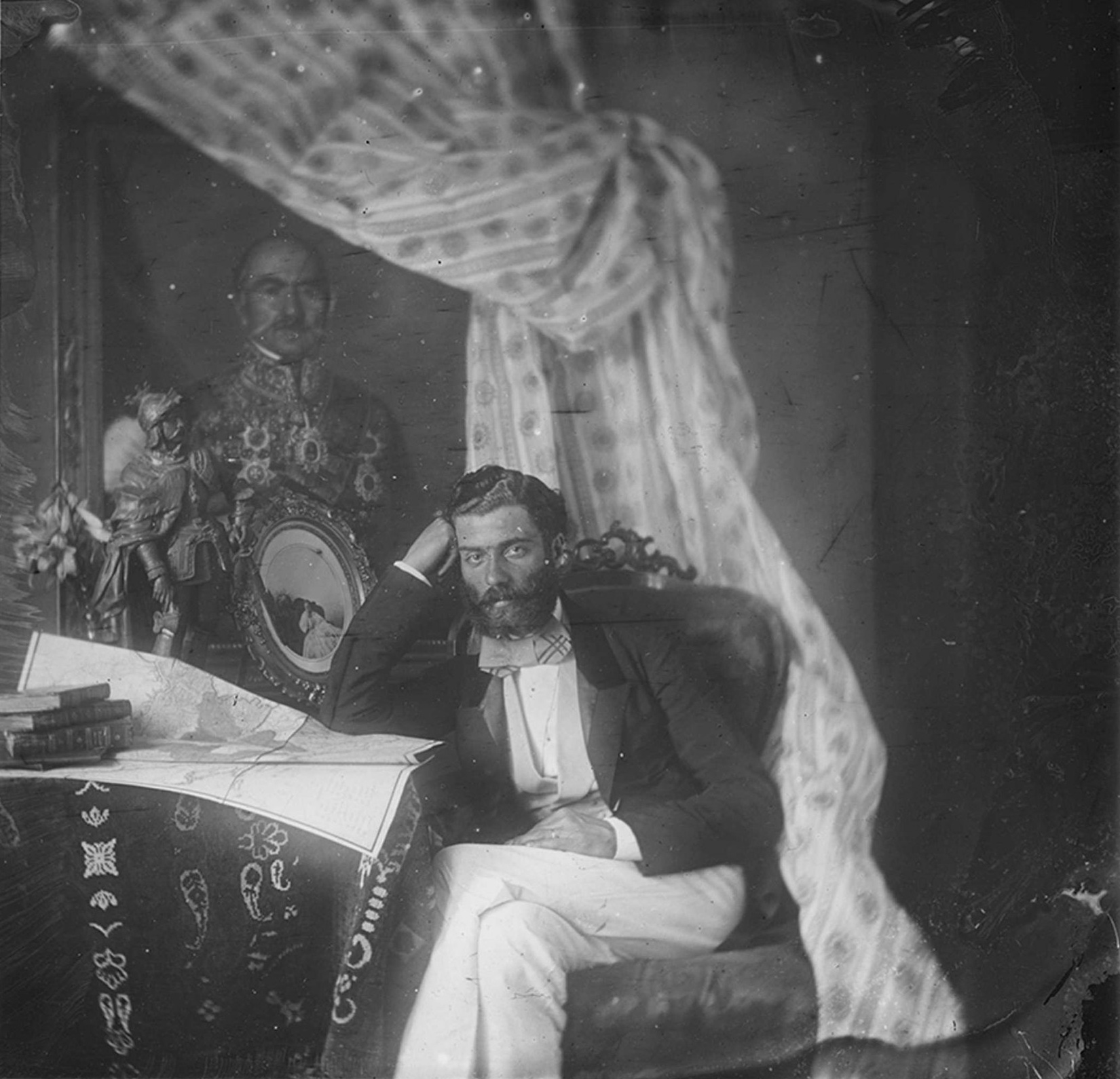
Princ Michal Obrenović III., 1856
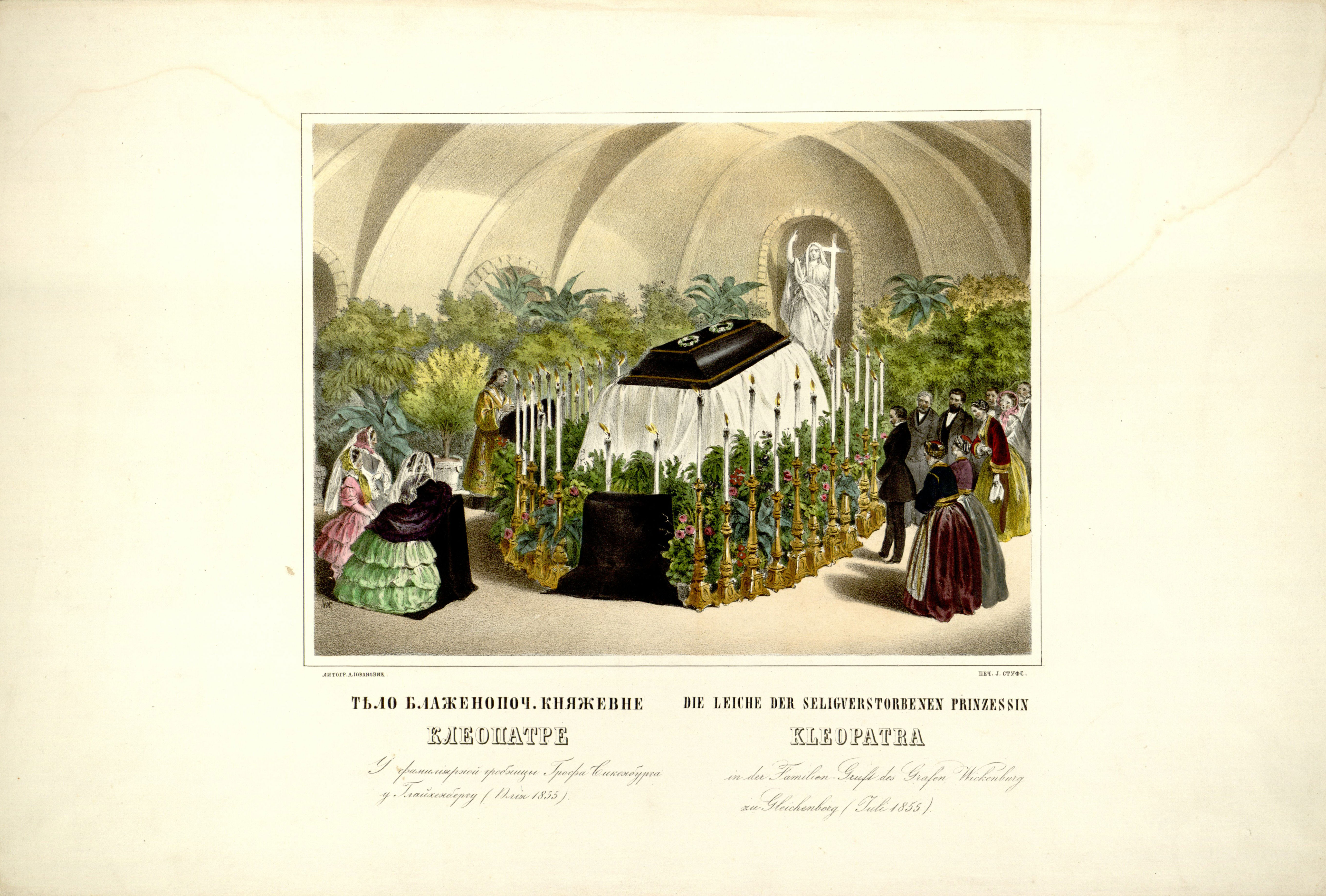
Pohřeb princezny Kleopatry, litografie
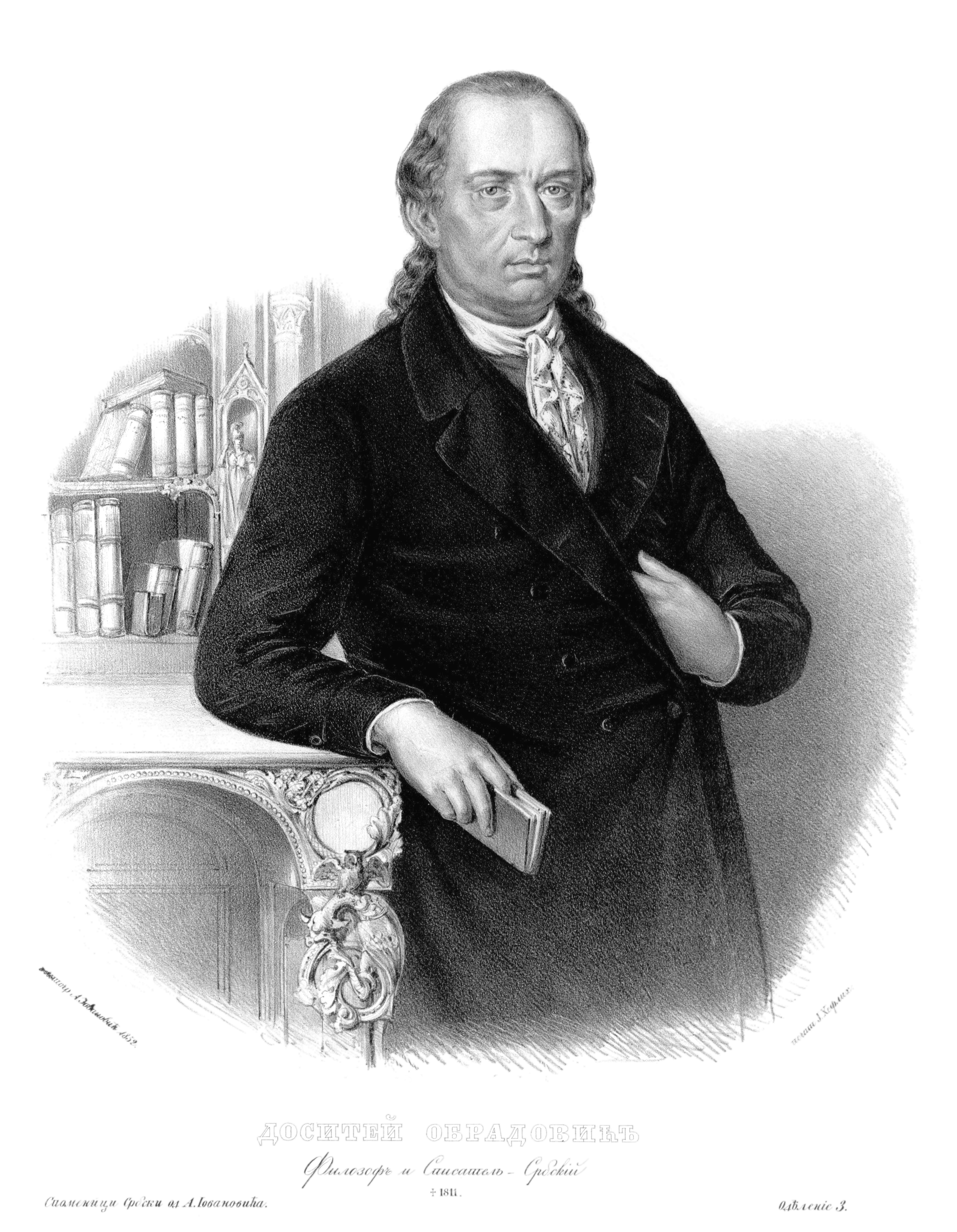
Dositej Obradović
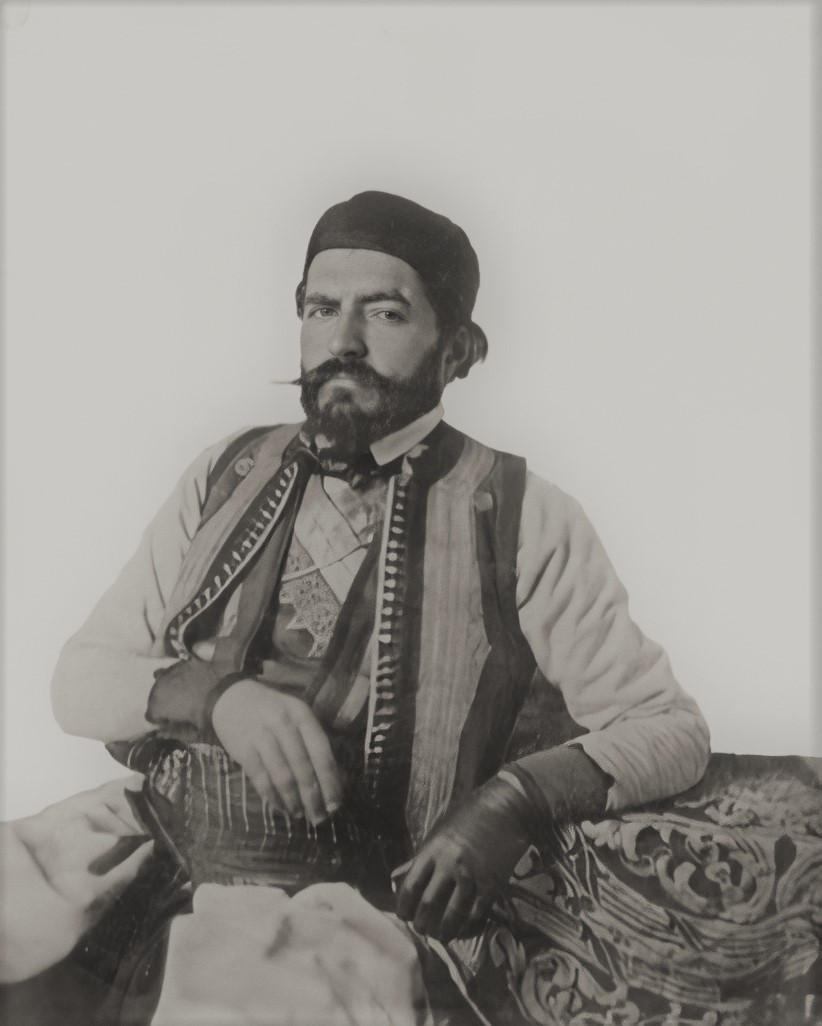
Petar II Petrović-Njegoš, asi 1851, (kalotypie)
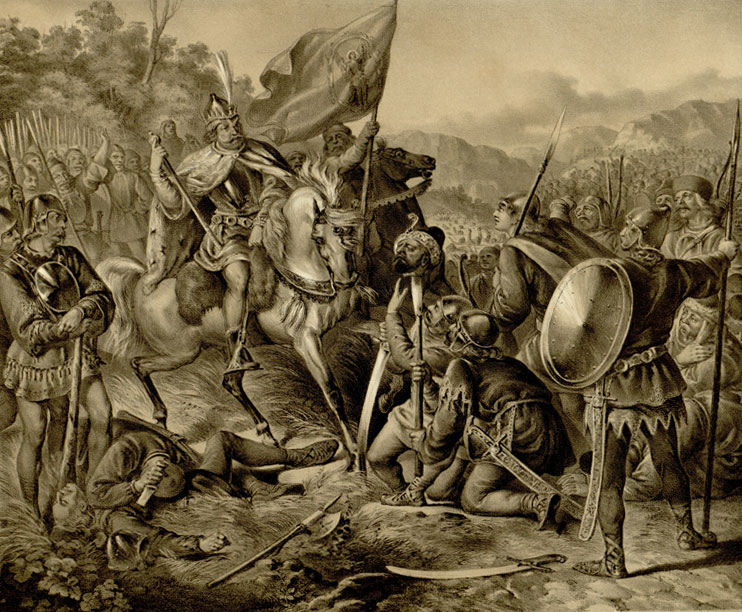
Vítězství krále Stefana Milutina nad Tatary
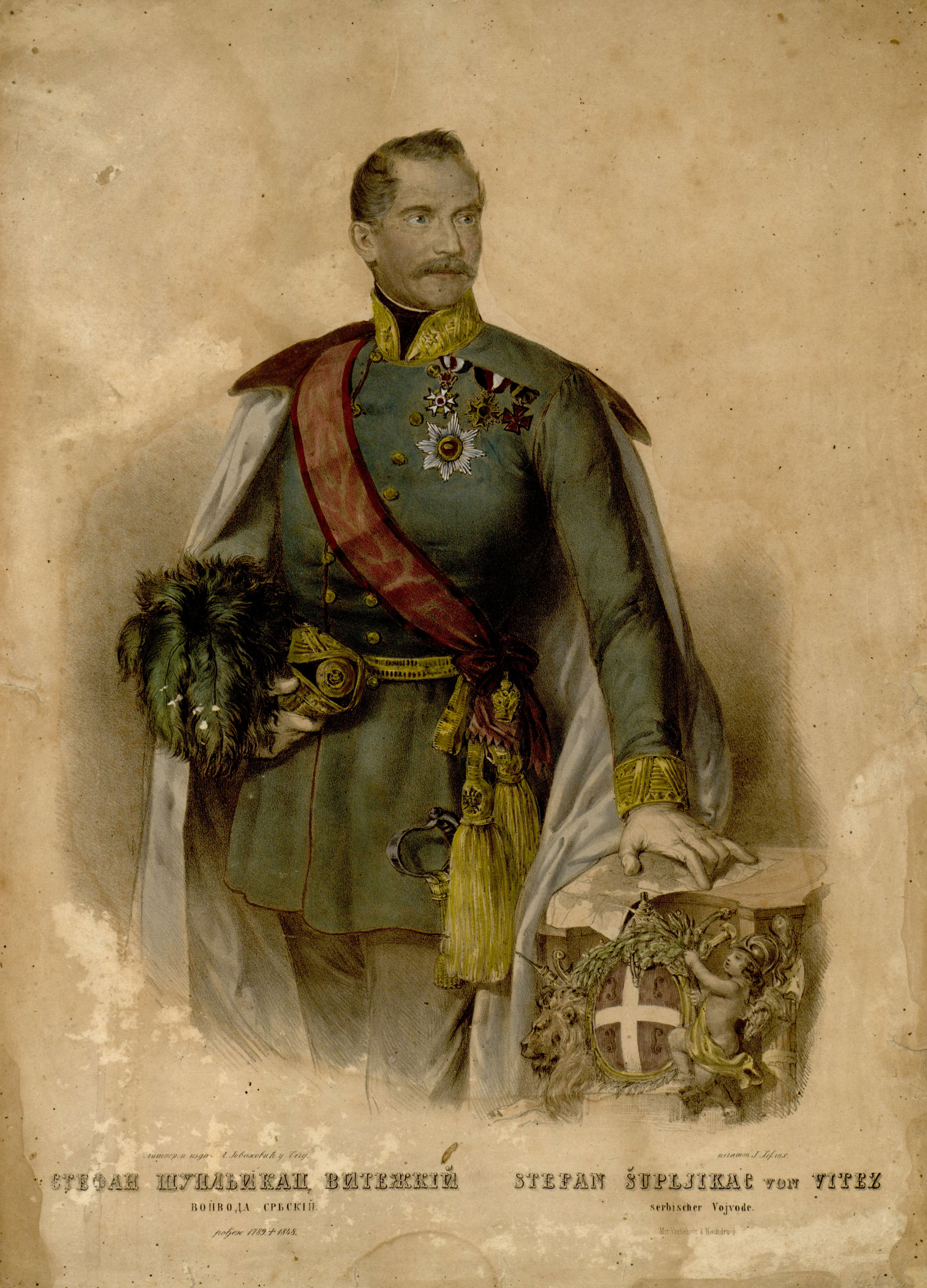
Vévoda Stevan Šupljikac